# Circoscrizione Friuli-Venezia Giulia (Camera dei deputati)
La circoscrizione Friuli-Venezia Giulia è una circoscrizione elettorale italiana per l'elezione della Camera dei deputati.

## Storia e territorio
La circoscrizione venne istituita dalla legge Mattarella (legge 4 agosto 1993, n. 277) e sostituiva le precedenti circoscrizione Udine-Belluno-Gorizia-Pordenone (eccettuata la provincia di Belluno, che passò alla circoscrizione Veneto 2) e la circoscrizione Trieste (istituita nel 1957). Fu confermata nelle successive legge Calderoli (legge 21 dicembre 2005, n. 270) e legge Rosato (legge 3 novembre 2017, n. 165).
Il territorio della circoscrizione coincide all'intera regione Friuli-Venezia Giulia.

## Dal 1993 al 2005
Con la legge Mattarella alla circoscrizione spettavano 13 seggi, di cui 10 eletti con collegi uninominali a turno unico e 3 eletti con sistema proporzionale.
L'attribuzione dei primi 10 seggi avveniva in base a un sistema maggioritario a turno unico plurality: veniva eletto parlamentare il candidato che avesse riportato la maggioranza relativa dei suffragi nel collegio. I rimanenti 3 seggi erano invece assegnati con un metodo proporzionale. Pertanto l'elettore godeva di una scheda elettorale separata per l'attribuzione dei seggi residui, a cui accedevano solo i partiti che avessero superato la soglia di sbarramento nazionale del 4%. Il calcolo dei seggi spettanti a ciascuna lista veniva effettuata nel collegio unico nazionale mediante il metodo Hare dei quozienti naturali e dei più alti resti; tali seggi venivano poi ripartiti, in ragione delle percentuali delle singole liste a livello locale, fra le 26 circoscrizioni plurinominali in cui era suddiviso il territorio nazionale, e all'interno delle quali i singoli candidati - che potevano corrispondere a quelli presentatisi nei collegi uninominali - venivano proposti in un sistema di liste bloccate senza possibilità di preferenze. Il meccanismo era però integrato dal metodo dello scorporo, volto a dar compensazione ai partiti minori fortemente danneggiati dall'uninominale: successivamente alla determinazione della soglia di sbarramento, ma antecedentemente al riparto dei seggi, alle singole liste venivano decurtati tanti voti quanti ne erano serviti a far eleggere i vincitori nell'uninominale - cioè i voti del secondo classificato più uno - i quali erano obbligati a collegarsi a una lista circoscrizionale.

### Collegi uninominali
| Mappa | Collegio                 | Comuni |
| ----- | ------------------------ | --- |
|       | 1. Trieste centro        | - Parte di Trieste |
|       | 2. Trieste - Muggia      | - Parte di Trieste - Duino Aurisina - Monrupino - Muggia - San Dorligo della Valle - Sgonico |
|       | 3. Gorizia               | - Capriva del Friuli - Cormons - Doberdò del Lago - Dolegna del Collio - Farra d'Isonzo - Fogliano Redipuglia - Gorizia - Gradisca d'Isonzo - Mariano del Friuli - Medea - Monfalcone - Moraro - Mossa - Romans d'Isonzo - Ronchi dei Legionari - Sagrado - San Canzian d'Isonzo - San Floriano del Collio - San Lorenzo Isontino - San Pier d'Isonzo - Savogna d'Isonzo - Staranzano - Turriaco - Villesse |
|       | 4. Cervignano del Friuli | - Grado - Aiello del Friuli - Aquileia - Bagnaria Arsa - Bicinicco - Campolongo al Torre - Carlino - Cervignano del Friuli - Chiopris-Viscone - Fiumicello - Gonars - Latisana - Lignano Sabbiadoro - Marano Lagunare - Muzzana del Turgnano - Palazzolo dello Stella - Palmanova - Pocenia - Porpetto - Precenicco - Rivignano - Ronchis - Ruda - San Giorgio di Nogaro - Santa Maria la Longa - San Vito al Torre - Tapogliano - Teor - Terzo d'Aquileia - Torviscosa - Trivignano Udinese - Villa Vicentina - Visco |
|       | 5. Udine                 | - Tavagnacco - Udine |
|       | 6. Gemona del Friuli     | - Amaro - Ampezzo - Arta Terme - Artegna - Bordano - Buia - Cavazzo Carnico - Cercivento - Chiusaforte - Comeglians - Dogna - Enemonzo - Forgaria nel Friuli - Forni Avoltri - Forni di Sopra - Forni di Sotto - Gemona del Friuli - Lauco - Ligosullo - Malborghetto-Valbruna - Moggio Udinese - Montenars - Osoppo - Ovaro - Paluzza - Paularo - Pontebba - Prato Carnico - Preone - Ravascletto - Raveo - Resia - Resiutta - Rigolato - Sauris - Socchieve - Sutrio - Tarvisio - Tolmezzo - Trasaghis - Treppo Carnico - Venzone - Verzegnis - Villa Santina - Zuglio - Arba - Castelnovo del Friuli - Cavasso Nuovo - Clauzetto - Fanna - Frisanco - Meduno - Pinzano al Tagliamento - Sequals - Spilimbergo - Tramonti di Sopra - Tramonti di Sotto - Travesio - Vito d'Asio |
|       | 7. Codroipo              | - Basiliano - Buttrio - Camino al Tagliamento - Campoformido - Castions di Strada - Codroipo - Corno di Rosazzo - Lestizza - Manzano - Martignacco - Mereto di Tomba - Mortegliano - Pasian di Prato - Pavia di Udine - Pozzuolo del Friuli - Pradamano - Premariacco - San Giovanni al Natisone - Sedegliano - Talmassons - Varmo |
|       | 8. Cividale del Friuli   | - Attimis - Cassacco - Cividale del Friuli - Colloredo di Monte Albano - Coseano - Dignano - Drenchia - Faedis - Fagagna - Flaibano - Grimacco - Lusevera - Magnano in Riviera - Majano - Moimacco - Moruzzo - Nimis - Pagnacco - Povoletto - Prepotto - Pulfero - Ragogna - Reana del Rojale - Remanzacco - Rive d'Arcano - San Daniele del Friuli - San Leonardo - San Pietro al Natisone - San Vito di Fagagna - Savogna - Stregna - Taipana - Tarcento - Torreano - Treppo Grande - Tricesimo |
|       | 9. Sacile                | - Andreis - Azzano Decimo - Barcis - Brugnera - Budoia - Caneva - Chions - Cimolais - Claut - Erto e Casso - Fontanafredda - Maniago - Montereale Valcellina - Pasiano di Pordenone - Polcenigo - Prata di Pordenone - Pravisdomini - Roveredo in Piano - Sacile - San Giorgio della Richinvelda - San Quirino - Vajont - Vivaro |
|       | 10. Pordenone            | - Arzene - Casarsa della Delizia - Cordenons - Cordovado - Fiume Veneto - Morsano al Tagliamento - Porcia - Pordenone - San Martino al Tagliamento - San Vito al Tagliamento - Sesto al Reghena - Valvasone - Zoppola |

### XII legislatura

#### Risultati elettorali
| Coalizioni                   | Liste                              | Proporzionale | Proporzionale | Proporzionale | Maggioritario | Maggioritario | Maggioritario |
| Coalizioni                   | Liste                              | Voti          | %             | Seggi         | Voti          | %             | Seggi         |
| ---------------------------- | ---------------------------------- | ------------- | ------------- | ------------- | ------------- | ------------- | ------------- |
| Polo delle Libertà           | Forza Italia                       | 215.509       | 24,27         | -             | 398.904       | 45,38         | 10            |
| Polo delle Libertà           | Lega Nord                          | 150.250       | 16,92         | -             | 398.904       | 45,38         | 10            |
| Progressisti                 | Partito Democratico della Sinistra | 106.799       | 12,03         | 1             | 214.186       | 24,37         | -             |
| Progressisti                 | Rifondazione Comunista             | 53.411        | 6,01          | -             | 214.186       | 24,37         | -             |
| Progressisti                 | Federazione dei Verdi              | 36.037        | 4,06          | -             | 214.186       | 24,37         | -             |
| Progressisti                 | Partito Socialista Italiano        | 15.726        | 1,77          | -             | 214.186       | 24,37         | -             |
| Patto per l'Italia           | Partito Popolare Italiano          | 138.867       | 15,64         | 1             | 134.880       | 15,34         | -             |
| Alleanza Nazionale           | Alleanza Nazionale                 | 125.853       | 14,17         | 1             | 111.674       | 12,70         | -             |
| Lista Pannella - Riformatori | Lista Pannella - Riformatori       | 39.345        | 4,43          | -             | 13.009        | 1,48          | -             |
| Partito della Legge Naturale | Partito della Legge Naturale       | 6.196         | 0,70          | -             | 4.998         | 0,57          | -             |
| La Gente                     | La Gente                           | N.D.          | N.D.          | N.D.          | 1.349         | 0,15          | -             |
| Totale                       | Totale                             | 887.993       |               | 3             | 879.000       |               | 10            |

#### Eletti

##### Parte proporzionale
| Partito Popolare Italiano | Alleanza Nazionale | Partito Democratico della Sinistra |
| ------------------------- | ------------------ | ---------------------------------- |
|                           |                    |                                    |
| - Beniamino Andreatta     | - Roberto Menia    | - Elvio Ruffino                    |

##### Parte maggioritaria
Eletti nel Polo delle Libertà (FI - LN)
| Collegio              | Deputato | Deputato              | Partito |
| --------------------- | -------- | --------------------- | ------- |
| Trieste Centro        |          | Guadalberto Nicolini  |         |
| Trieste-Muggia        |          | Marucci Vascon        |         |
| Gorizia               |          | Raulle Lovisoni       |         |
| Cervignano del Friuli |          | Manlio Collavini      |         |
| Udine                 |          | Roberto Asquini       |         |
| Gemona del Friuli     |          | Carlo Sticotti        |         |
| Codroipo              |          | Paolo Sandro Molinaro |         |
| Cividale del Friuli   |          | Francesco Stroili     |         |
| Sacile                |          | Fiordelisa Cartelli   |         |
| Pordenone             |          | Edouard Ballaman      |         |

### XIII legislatura

#### Risultati elettorali
| Coalizioni            | Liste                              | Proporzionale | Proporzionale | Proporzionale | Maggioritario | Maggioritario | Maggioritario |
| Coalizioni            | Liste                              | Voti          | %             | Seggi         | Voti          | %             | Seggi         |
| --------------------- | ---------------------------------- | ------------- | ------------- | ------------- | ------------- | ------------- | ------------- |
| Polo per le Libertà   | Forza Italia                       | 177.741       | 21,07         | 1             | 313.430       | 37,34         | 5             |
| Polo per le Libertà   | Alleanza Nazionale                 | 127.762       | 15,14         | -             | 313.430       | 37,34         | 5             |
| Polo per le Libertà   | CCD-CDU                            | 47.544        | 5,64          | -             | 313.430       | 37,34         | 5             |
| L'Ulivo               | Partito Democratico della Sinistra | 109.470       | 12,98         | 1             | 270.227       | 32,19         | 2             |
| L'Ulivo               | Popolari per Prodi                 | 75.281        | 8,92          | -             | 270.227       | 32,19         | 2             |
| L'Ulivo               | Federazione dei Verdi              | 33.206        | 3,94          | -             | 270.227       | 32,19         | 2             |
| Lega Nord             | Lega Nord                          | 195.616       | 23,19         | 1             | 205.790       | 24,52         | 3             |
| Progressisti          | Rifondazione Comunista             | 62.837        | 7,45          | -             | 18.690        | 2,23          | -             |
| Fiamma Tricolore      | Fiamma Tricolore                   | 9.176         | 1,09          | -             | 11.729        | 1,40          | -             |
| Nord Libero Autonomia | Nord Libero Autonomia              | 4.965         | 0,59          | -             | 4.013         | 0,48          | -             |
| Lista Pannella-Sgarbi | Lista Pannella-Sgarbi              | N.D.          | N.D.          | N.D.          | 6.582         | 0,78          | -             |
| Mani Pulite           | Mani Pulite                        | N.D.          | N.D.          | N.D.          | 3.462         | 0,41          | -             |
| Stato del Friuli      | Stato del Friuli                   | N.D.          | N.D.          | N.D.          | 3.345         | 0,40          | -             |
| Patto Donne Trieste   | Patto Donne Trieste                | N.D.          | N.D.          | N.D.          | 2.121         | 0,25          | -             |
| Totale                | Totale                             | 843.598       |               | 3             | 839.389       |               | 10            |

#### Eletti

##### Parte proporzionale
| Lega Nord          | Forza Italia      | Popolari per Prodi     |
| ------------------ | ----------------- | ---------------------- |
|                    |                   |                        |
| - Pietro Fontanini | - Vittorio Sgarbi | - Antonio Di Bisceglie |

##### Parte maggioritaria
Eletti nel Polo per le Libertà (FI - AN - CCD-CDU)
     Eletti nella Lega Nord
     Eletti nell'Ulivo (PDS - P-S-P-U-P - RI - FdV)
| Collegio              | Deputato | Deputato            | Partito |
| --------------------- | -------- | ------------------- | ------- |
| Trieste Centro        |          | Roberto Menia       |         |
| Trieste-Muggia        |          | Gualberto Niccolini |         |
| Gorizia               |          | Mario Prestamburgo  |         |
| Cervignano del Friuli |          | Elvio Ruffino       |         |
| Udine                 |          | Manlio Collavini    |         |
| Gemona del Friuli     |          | Rinaldo Bosco       |         |
| Codroipo              |          | Daniele Franz       |         |
| Cividale del Friuli   |          | Domenico Pittino    |         |
| Sacile                |          | Edouard Ballaman    |         |
| Pordenone             |          | Manlio Contento     |         |

### XIV legislatura

#### Risultati elettorali
| Coalizioni                    | Liste                      | Proporzionale | Proporzionale | Proporzionale | Maggioritario  | Maggioritario | Maggioritario |
| Coalizioni                    | Liste                      | Voti          | %             | Seggi         | Voti           | %             | Seggi         |
| ----------------------------- | -------------------------- | ------------- | ------------- | ------------- | -------------- | ------------- | ------------- |
| Casa delle Libertà            | Forza Italia               | 226.188       | 28,13         | 1             | 380.489        | 47,78         | 8             |
| Casa delle Libertà            | Alleanza Nazionale         | 101.271       | 12,59         | 1             | 380.489        | 47,78         | 8             |
| Casa delle Libertà            | Lega Nord                  | 66.252        | 8,24          | -             | 380.489        | 47,78         | 8             |
| Casa delle Libertà            | CCD-CDU                    | 19.117        | 2,38          | -             | 380.489        | 47,78         | 8             |
| L'Ulivo -Con Illy per Trieste | La Margherita              | 175.167       | 21,78         | 1             | 253.425 78.284 | 31,82 9,83    | 1             |
| L'Ulivo -Con Illy per Trieste | Democratici di Sinistra    | 72.143        | 8,97          | -             | 253.425 78.284 | 31,82 9,83    | 1             |
| L'Ulivo -Con Illy per Trieste | Il Girasole                | 14.330        | 1,78          | -             | 253.425 78.284 | 31,82 9,83    | 1             |
| L'Ulivo -Con Illy per Trieste | Comunisti Italiani         | 13.926        | 1,73          | -             | 253.425 78.284 | 31,82 9,83    | 1             |
| Rifondazione Comunista        | Rifondazione Comunista     | 36.502        | 4,54          | -             | N.D.           | N.D.          | N.D.          |
| Italia dei Valori             | Italia dei Valori          | 33.370        | 4,15          | -             | 39.075         | 4,91          | -             |
| Lista Emma Bonino             | Lista Emma Bonino          | 24.829        | 3,09          | -             | 18.672         | 2,34          | -             |
| Democrazia Europea            | Democrazia Europea         | 17.254        | 2,15          | -             | 22.911         | 2,88          | -             |
| Terzo Polo per l'Autonomia    | Terzo Polo per l'Autonomia | 2.915         | 0,36          | -             | 3.491          | 0,44          | -             |
| Abolizione Scorporo           | Abolizione Scorporo        | 896           | 0,11          | -             | N.D.           | N.D.          | N.D.          |
| Totale                        | Totale                     | 804.160       |               | 3             | 796.347        |               | 10            |

#### Eletti

##### Parte proporzionale
| Forza Italia    | La Margherita     | Alleanza Nazionale |
| --------------- | ----------------- | ------------------ |
|                 |                   |                    |
| - Ettore Romoli | - Roberto Damiani | - Daniele Franz    |

##### Parte maggioritaria
Eletti nella Casa delle Libertà (FI - AN - LN - CCD-CDU)
     Eletti nell'Ulivo (DS - DL - Girasole - PdCI)
| Collegio              | Deputato      | Deputato                | Partito                   |
| --------------------- | ------------- | ----------------------- | ------------------------- |
| Trieste Centro        |               | Roberto Menia           | AN                        |
| Trieste-Muggia        |               | Riccardo Illy           | DL (Con Illy per Trieste) |
| Trieste-Muggia        | Ettore Rosato | DL                      |                           |
| Gorizia               |               | Alessandro Maran        | DS                        |
| Cervignano del Friuli |               | Danilo Moretti          | FI                        |
| Udine                 |               | Manlio Collavini        | FI                        |
| Gemona del Friuli     |               | Vanni Lenna             | FI                        |
| Codroipo              |               | Giuseppe Ferruccio Saro | FI                        |
| Cividale del Friuli   |               | Pietro Fontanini        | LN                        |
| Sacile                |               | Edouard Ballaman        | LN                        |
| Pordenone             |               | Manlio Contento         | AN                        |

1. ↑  Eletto in seguito ad elezioni suppletive.

## Dal 2005 al 2017
Con la legge elettorale Calderoli, alla circoscrizione Friuli-Venezia Giulia spettano 13 seggi eletti con sistema proporzionale.
Il sistema di assegnazione dei seggi avviene a seguito della attribuzione, nel collegio elettorale unico (escluso quindi la Circoscrizione Estero), di un premio di maggioranza di 340 seggi alla coalizione vincente a livello nazionale (con soglie di sbarramento, limitazioni ecc.) e alla successiva suddivisione dei seggi guadagnati da ogni lista fra le varie circoscrizioni, in proporzione ai voti ottenuti da ogni lista locale.
Nel compiere tale riparto, essendo fisso e immutabile il numero totale di seggi assegnati a ogni lista, può verificarsi la necessità di variare il numero di seggi originariamente attribuiti alle singole circoscrizioni elettorali.

### XV legislatura

#### Risultati elettorali
|                               | Forza Italia                                 | 189 344 | 23,39 | 3  |  |  |  |  |  |
|                               | Alleanza Nazionale                           | 125 122 | 15,46 | 2  |  |  |  |  |  |
|                               | Lega Nord – MPA                              | 58 030  | 7,17  | 1  |  |  |  |  |  |
|                               | Unione dei Democratici Cristiani e di Centro | 57 147  | 7,06  | 1  |  |  |  |  |  |
|                               | Alternativa Sociale                          | 6 223   | 0,77  | –  |  |  |  |  |  |
|                               | Fiamma Tricolore                             | 5 283   | 0,65  | –  |  |  |  |  |  |
|                               | Totale coalizione                            | 441 149 | 54,51 | 7  |  |  |  |  |  |
|                               | L'Ulivo                                      | 235 443 | 29,09 | 4  |  |  |  |  |  |
|                               | Partito della Rifondazione Comunista         | 39 930  | 4,93  | 1  |  |  |  |  |  |
|                               | Rosa nel Pugno                               | 21 889  | 2,70  | –  |  |  |  |  |  |
|                               | Italia dei Valori                            | 19 148  | 2,37  | –  |  |  |  |  |  |
|                               | Partito dei Comunisti Italiani               | 15 562  | 1,92  | –  |  |  |  |  |  |
|                               | Federazione dei Verdi                        | 14 250  | 1,76  | 1  |  |  |  |  |  |
|                               | Partito Pensionati                           | 12 957  | 1,60  | –  |  |  |  |  |  |
|                               | Popolari UDEUR                               | 3 766   | 0,47  | –  |  |  |  |  |  |
|                               | Totale coalizione                            | 362 945 | 44,84 | 6  |  |  |  |  |  |
|                               | Progetto NordEst                             | 5 255   | 0,65  | –  |  |  |  |  |  |
| Totale                        | Totale                                       | 809 349 | 100   | 13 |  |  |  |  |  |
|                               |                                              |         |       |    |  |  |  |  |  |
| Voti non validi               | Voti non validi                              | 23 821  | 2,86  |    |  |  |  |  |  |
| Votanti                       | Votanti                                      | 833 170 | 84,59 |    |  |  |  |  |  |
| Elettori                      | Elettori                                     | 984 950 |       |    |  |  |  |  |  |
|                               |                                              |         |       |    |  |  |  |  |  |
| Fonte: Ministero dell'interno |                                              |         |       |    |  |  |  |  |  |

#### Eletti
| Forza Italia                                                                        | Alleanza Nazionale                                    | Lega Nord - MPA                                  | Unione dei Democratici Cristiani e di Centro                                        |
| ----------------------------------------------------------------------------------- | ----------------------------------------------------- | ------------------------------------------------ | ----------------------------------------------------------------------------------- |
|                                                                                     |                                                       |                                                  |                                                                                     |
| - → Silvio Berlusconi - Manuela Di Centa - Renzo Tondo - Vanni Lenna                | - → Gianfranco Fini - Roberto Menia - Manlio Contento | - → Umberto Bossi - Marco Pottino                | - → Pier Ferdinando Casini - → Lorenzo Cesa - → Carlo Giovanardi - Angelo Compagnon |
| L'Ulivo                                                                             | Partito della Rifondazione Comunista                  | Federazione dei Verdi                            |                                                                                     |
|                                                                                     |                                                       |                                                  |                                                                                     |
| - → Rosy Bindi - Miloš Budin - Flavio Pertoldi - Alessandro Maran - Ivano Strizzolo | - → Fausto Bertinotti - Sabina Siniscalchi            | - → Alfonso Pecoraro Scanio - Grazia Francescato |                                                                                     |

1. ↑  Opta per la circoscrizione Campania 1
2. ↑  Opta per la circoscrizione Emilia-Romagna
3. ↑  Opta per il Parlamento europeo
4. ↑  Opta per la circoscrizione Lombardia 1
5. ↑  Opta per la circoscrizione Lombardia 2
6. ↑  Opta per la circoscrizione Veneto 2
7. ↑  Opta per la circoscrizione Toscana
8. ↑  Opta per la circoscrizione Piemonte 1
9. ↑  Opta per la circoscrizione Campania 2

### XVI legislatura

#### Risultati elettorali
|                               | Il Popolo della Libertà               | 265 062 | 34,73 | 5  |  |  |  |  |  |
|                               | Lega Nord                             | 99 540  | 13,04 | 2  |  |  |  |  |  |
|                               | Totale coalizione                     | 364 602 | 47,78 | 7  |  |  |  |  |  |
|                               | Partito Democratico                   | 238 975 | 31,31 | 4  |  |  |  |  |  |
|                               | Italia dei Valori                     | 33 303  | 4,36  | 1  |  |  |  |  |  |
|                               | Totale coalizione                     | 272 278 | 35,68 | 5  |  |  |  |  |  |
|                               | Unione di Centro                      | 45 987  | 6,03  | 1  |  |  |  |  |  |
|                               | La Sinistra l'Arcobaleno              | 23 258  | 3,05  | –  |  |  |  |  |  |
|                               | La Destra - Fiamma Tricolore          | 22 675  | 2,97  | –  |  |  |  |  |  |
|                               | Lista dei Grilli Parlanti             | 8 399   | 1,10  | –  |  |  |  |  |  |
|                               | Partito Socialista                    | 4 272   | 0,56  | –  |  |  |  |  |  |
|                               | Partito Comunista dei Lavoratori      | 3 942   | 0,52  | –  |  |  |  |  |  |
|                               | Sinistra Critica                      | 3 603   | 0,47  | –  |  |  |  |  |  |
|                               | Per il Bene Comune                    | 3 392   | 0,44  | –  |  |  |  |  |  |
|                               | Associazione per la Difesa della Vita | 3 052   | 0,40  | –  |  |  |  |  |  |
|                               | Forza Nuova                           | 2 931   | 0,38  | –  |  |  |  |  |  |
|                               | Partito Liberale Italiano             | 2 624   | 0,34  | –  |  |  |  |  |  |
|                               | Unione Democratica per i Consumatori  | 2 144   | 0,28  | –  |  |  |  |  |  |
| Totale                        | Totale                                | 763 159 | 100   | 13 |  |  |  |  |  |
|                               |                                       |         |       |    |  |  |  |  |  |
| Voti non validi               | Voti non validi                       | 28 573  | 3,61  |    |  |  |  |  |  |
| Votanti                       | Votanti                               | 791 732 | 80,78 |    |  |  |  |  |  |
| Elettori                      | Elettori                              | 980 136 |       |    |  |  |  |  |  |
|                               |                                       |         |       |    |  |  |  |  |  |
| Fonte: Ministero dell'interno |                                       |         |       |    |  |  |  |  |  |

#### Eletti
| Il Popolo della Libertà | Partito Democratico                                                                                        | Unione di Centro                                               |
| --- | --- | -------------------------------------------------------------- |
| | |                                                                |
| - → Silvio Berlusconi - → Gianfranco Fini - Franco Frattini - Roberto Menia - Roberto Antonione - Isidoro Gottardo - Manlio Contento | - → Cesare Damiano - Alessandro Maran - Ivano Strizzolo - Ettore Rosato - Maria Antonietta Farina Coscioni | - → Pier Ferdinando Casini - → Lorenzo Cesa - Angelo Compagnon |
| Lega Nord | Italia dei Valori                                                                                          |                                                                |
| | |                                                                |
| - → Umberto Bossi - Fulvio Follegot - Massimiliano Fedriga                                                                           | - → Antonio Di Pietro - Carlo Monai                                                                        |                                                                |

1. ↑  Opta per la circoscrizione Molise
2. ↑  Opta per la circoscrizione Emilia-Romagna
3. ↑  Opta per la circoscrizione Piemonte 2
4. ↑  Opta per la circoscrizione Liguria
5. ↑  Opta per la circoscrizione Puglia
6. ↑  Opta per la circoscrizione Lombardia 1
7. ↑  Opta per la circoscrizione Molise

### XVII legislatura

#### Risultati elettorali
|                               | Il Popolo della Libertà       | 134 118 | 18,61 | 1  |  |  |  |  |  |
|                               | Lega Nord                     | 48 310  | 6,70  | 1  |  |  |  |  |  |
|                               | Fratelli d'Italia             | 12 920  | 1,79  | –  |  |  |  |  |  |
|                               | La Destra                     | 4 813   | 0,67  | –  |  |  |  |  |  |
|                               | Moderati in Rivoluzione       | 1 096   | 0,15  | –  |  |  |  |  |  |
|                               | Grande Sud – MPA              | 398     | 0,06  | –  |  |  |  |  |  |
|                               | Totale coalizione             | 201 655 | 27,98 | 2  |  |  |  |  |  |
|                               | Partito Democratico           | 178 001 | 24,70 | 6  |  |  |  |  |  |
|                               | Sinistra Ecologia Libertà     | 17 880  | 2,48  | 1  |  |  |  |  |  |
|                               | Centro Democratico            | 2 346   | 0,33  | –  |  |  |  |  |  |
|                               | Totale coalizione             | 198 227 | 27,50 | 7  |  |  |  |  |  |
|                               | Movimento 5 Stelle            | 196 037 | 27,20 | 2  |  |  |  |  |  |
|                               | Scelta Civica                 | 77 557  | 10,76 | 1  |  |  |  |  |  |
|                               | Unione di Centro              | 11 633  | 1,61  | –  |  |  |  |  |  |
|                               | Futuro e Libertà per l'Italia | 3 842   | 0,53  | –  |  |  |  |  |  |
|                               | Totale coalizione             | 93 032  | 12,91 | 1  |  |  |  |  |  |
|                               | Rivoluzione Civile            | 15 127  | 2,10  | –  |  |  |  |  |  |
|                               | Fare per Fermare il Declino   | 12 503  | 1,73  | –  |  |  |  |  |  |
|                               | Forza Nuova                   | 4 142   | 0,57  | –  |  |  |  |  |  |
| Totale                        | Totale                        | 720 723 | 100   | 12 |  |  |  |  |  |
|                               |                               |         |       |    |  |  |  |  |  |
| Voti non validi               | Voti non validi               | 23 483  | 3,16  |    |  |  |  |  |  |
| Votanti                       | Votanti                       | 744 206 | 77,20 |    |  |  |  |  |  |
| Elettori                      | Elettori                      | 964 045 |       |    |  |  |  |  |  |
|                               |                               |         |       |    |  |  |  |  |  |
| Fonte: Ministero dell'interno |                               |         |       |    |  |  |  |  |  |

#### Eletti
| Partito Democratico                                                                                    | Movimento 5 Stelle               | Il Popolo della Libertà |
| --- | -------------------------------- | ----------------------- |
| |                                  |                         |
| - Gianna Malisani - Giorgio Zanin - Ettore Rosato - Giorgio Brandolin - Tamara Blažina - Paolo Coppola | - Walter Rizzetto - Aris Prodani | - Sandra Savino         |
| Sinistra Ecologia Libertà                                                                              | Lega Nord                        | Scelta Civica           |
| |                                  |                         |
| - → Nichi Vendola - Serena Pellegrino                                                                  | - Massimiliano Fedriga           | - Gian Luigi Gigli      |

1. ↑  Opta per la circoscrizione Puglia

## Dal 2017

### Collegi elettorali

#### Dal 2017 al 2020
Alla circoscrizione sono attribuiti 13 seggi: 5 sono assegnati tramite sistema maggioritario in altrettanti collegi uninominali; 8 con sistema proporzionale all'interno di un unico collegio plurinominale.
| Collegio plurinominale | Collegio plurinominale     | Collegi uninominali                                                         |
| ---------------------- | -------------------------- | --------------------------------------------------------------------------- |
|                        | Friuli-Venezia Giulia - 01 | - 01 - Trieste - 02 - Gorizia - 03 - Udine - 04 - Codroipo - 05 - Pordenone |

#### Dal 2020
In seguito alla riforma costituzionale del 2020 in terma di riduzione del numero dei parlamentari, alla circoscrizione sono attribuiti 8 seggi: 3 sono assegnati tramite sistema maggioritario in altrettanti collegi uninominali; 5 con sistema proporzionale all'interno di un unico collegio plurinominale.
| Collegio plurinominale | Collegio plurinominale     | Collegi uninominali                          |
| ---------------------- | -------------------------- | -------------------------------------------- |
|                        | Friuli-Venezia Giulia - 01 | - 01 - Pordenone - 02 - Udine - 03 - Trieste |

### XVIII legislatura

#### Risultati elettorali
|                            | Lega                                        | 178 314 | 25,87 | 2 | 296 240 | 42,98 | 5 |  |  |
|                            | Forza Italia                                | 73 430  | 10,65 | 1 | 296 240 | 42,98 | 5 |  |  |
|                            | Fratelli d'Italia                           | 36 641  | 5,32  | 1 | 296 240 | 42,98 | 5 |  |  |
|                            | Noi con l'Italia – UDC                      | 7 855   | 1,14  | – | 296 240 | 42,98 | 5 |  |  |
|                            | Movimento 5 Stelle                          | 169 496 | 24,59 | 2 | 169 496 | 24,59 | – |  |  |
|                            | Partito Democratico                         | 129 332 | 18,76 | 2 | 159 047 | 23,07 | – |  |  |
|                            | +Europa                                     | 23 451  | 3,40  | – | 159 047 | 23,07 | – |  |  |
|                            | Italia Europa Insieme                       | 3 457   | 0,50  | – | 159 047 | 23,07 | – |  |  |
|                            | Civica Popolare                             | 2 807   | 0,41  | – | 159 047 | 23,07 | – |  |  |
|                            | Liberi e Uguali                             | 22 097  | 3,21  | – | 22 097  | 3,21  | – |  |  |
|                            | CasaPound                                   | 8 777   | 1,27  | – | 8 777   | 1,27  | – |  |  |
|                            | Patto per l'Autonomia                       | 7 080   | 1,03  | – | 7 080   | 1,03  | – |  |  |
|                            | Potere al Popolo!                           | 5 934   | 0,86  | – | 5 934   | 0,86  | – |  |  |
|                            | Italia agli Italiani (FN - FT)              | 5 610   | 0,81  | – | 5 610   | 0,81  | – |  |  |
|                            | Il Popolo della Famiglia                    | 4 869   | 0,71  | – | 4 869   | 0,71  | – |  |  |
|                            | Partito Valore Umano                        | 2 839   | 0,41  | – | 2 839   | 0,41  | – |  |  |
|                            | 10 Volte Meglio                             | 1 924   | 0,28  | – | 1 924   | 0,28  | – |  |  |
|                            | Per una Sinistra Rivoluzionaria (SCR - PCL) | 1 888   | 0,27  | – | 1 888   | 0,27  | – |  |  |
|                            | Siamo                                       | 1 428   | 0,21  | – | 1 428   | 0,21  | – |  |  |
|                            | Lista del Popolo per la Costituzione        | 862     | 0,13  | – | 862     | 0,13  | – |  |  |
|                            | Blocco Nazionale per le Libertà (DC - IR)   | 611     | 0,09  | – | 611     | 0,09  | – |  |  |
|                            | Rinascimento - MIR                          | 595     | 0,09  | – | 595     | 0,09  | – |  |  |
| Totale                     | Totale                                      | 689 297 | 100   | 8 | 689 297 | 100   | 5 |  |  |
|                            |                                             |         |       |   |         |       |   |  |  |
| Schede bianche             | Schede bianche                              | 7 501   | 1,05  |   |         |       |   |  |  |
| Schede nulle               | Schede nulle                                | 17 186  | 2,41  |   |         |       |   |  |  |
| Votanti                    | Votanti                                     | 713 984 | 74,91 |   |         |       |   |  |  |
| Elettori                   | Elettori                                    | 953 069 |       |   |         |       |   |  |  |
|                            |                                             |         |       |   |         |       |   |  |  |
| Fonte: Camera dei deputati |                                             |         |       |   |         |       |   |  |  |

#### Eletti

##### Eletti nei collegi uninominali
Eletti nella coalizione di centro-destra (Lega - FI - FdI - NcI-UDC)
| Collegio uninominale | Eletto | Eletto                 | Partito |
| -------------------- | ------ | ---------------------- | ------- |
| 1. Trieste           |        | Renzo Tondo            | NcI     |
| 2. Gorizia           |        | Guido Germano Pettarin | FI      |
| 3. Udine             |        | Daniele Moschioni      | Lega    |
| 4. Codroipo          |        | Sandra Savino          | FI      |
| 5. Pordenone         |        | Vannia Gava            | Lega    |

1. ↑  In data 27.05.2021 aderisce a Coraggio Italia; in data 23.06.2022 aderisce al gruppo misto, non iscritti; in data 28.06.2022 aderisce alla componente «Vinciamo Italia-Italia al Centro con Toti».

##### Eletti nei collegi plurinominali
| Collegio plurinominale     | Lega                                           | M5S                           | Partito Democratico                   | Forza Italia      | Fratelli d'Italia |
| -------------------------- | ---------------------------------------------- | ----------------------------- | ------------------------------------- | ----------------- | ----------------- |
| Collegio plurinominale     |                                                |                               |                                       |                   |                   |
| Friuli-Venezia Giulia - 01 | - Massimiliano Fedriga - Massimiliano Panizzut | - Sabrina De Carlo - Luca Sut | - Ettore Rosato - Debora Serracchiani | - Roberto Novelli | - Walter Rizzetto |

1. ↑  Dimissionario in data 08.05.2018 (assume la carica di presidente della giunta del Friuli-Venezia Giulia); in data 25.07.2018 subentra Aurelia Bubisutti.
2. ↑  In data 09.08.2022 aderisce al gruppo misto, non iscritti.
3. ↑  In data 19.09.2019 aderisce a Italia Viva - Italia C'è.

### XIX legislatura

#### Risultati elettorali
|                               | Fratelli d'Italia                                       | 185 778 | 31,40 | 2 | 295 072 | 49,87 | 3 |  |  |
|                               | Lega per Salvini Premier                                | 64 789  | 10,95 | 1 | 295 072 | 49,87 | 3 |  |  |
|                               | Forza Italia                                            | 39 584  | 6,69  | – | 295 072 | 49,87 | 3 |  |  |
|                               | Noi Moderati                                            | 4 921   | 0,83  | – | 295 072 | 49,87 | 3 |  |  |
|                               | Partito Democratico - Italia Democratica e Progressista | 109 020 | 18,43 | 1 | 152 363 | 25,75 | – |  |  |
|                               | Alleanza Verdi e Sinistra                               | 21 817  | 3,69  | – | 152 363 | 25,75 | – |  |  |
|                               | +Europa                                                 | 19 287  | 3,26  | – | 152 363 | 25,75 | – |  |  |
|                               | Impegno Civico – Centro Democratico                     | 2 239   | 0,38  | – | 152 363 | 25,75 | – |  |  |
|                               | Azione - Italia Viva                                    | 51 604  | 8,72  | 1 | 51 604  | 8,72  | – |  |  |
|                               | Movimento 5 Stelle                                      | 42 572  | 7,20  | – | 42 572  | 7,20  | – |  |  |
|                               | Italexit                                                | 18 960  | 3,20  | – | 18 960  | 3,20  | – |  |  |
|                               | Italia Sovrana e Popolare                               | 11 412  | 1,93  | – | 11 412  | 1,93  | – |  |  |
|                               | Vita                                                    | 8 858   | 1,50  | – | 8 858   | 1,50  | – |  |  |
|                               | Unione Popolare                                         | 7 740   | 1,31  | – | 7 740   | 1,31  | – |  |  |
|                               | Alternativa per l'Italia (PdF - Exit)                   | 2 342   | 0,40  | – | 2 342   | 0,40  | – |  |  |
|                               | Noi di Centro – Europeisti                              | 726     | 0,12  | – | 726     | 0,12  | – |  |  |
| Totale                        | Totale                                                  | 591 649 | 100   | 5 | 591 649 | 100   | 3 |  |  |
|                               |                                                         |         |       |   |         |       |   |  |  |
| Schede bianche                | Schede bianche                                          | 8 427   | 1,36  |   |         |       |   |  |  |
| Schede nulle                  | Schede nulle                                            | 19 864  | 3,20  |   |         |       |   |  |  |
| Votanti                       | Votanti                                                 | 619 940 | 66,21 |   |         |       |   |  |  |
| Elettori                      | Elettori                                                | 936 273 |       |   |         |       |   |  |  |
|                               |                                                         |         |       |   |         |       |   |  |  |
| Data: 25 settembre 2022       |                                                         |         |       |   |         |       |   |  |  |
| Fonte: Ministero dell'interno |                                                         |         |       |   |         |       |   |  |  |

#### Eletti

##### Eletti nei collegi uninominali
Eletti nella coalizione di coalizione di centro-destra (FdI - LSP - FI - NM)
| Collegio uninominale | Eletto | Eletto                | Partito |
| -------------------- | ------ | --------------------- | ------- |
| 01 - Pordenone       |        | Vannia Gava           | LSP     |
| 02 - Udine           |        | Walter Rizzetto       | FdI     |
| 03 - Trieste         |        | Massimiliano Panizzut | LSP     |

##### Eletti nei collegi plurinominali
| Collegio plurinominale     | Fratelli d'Italia                      | Partito Democratico-IDP | Lega per Salvini Premier | Azione - Italia Viva |
| -------------------------- | -------------------------------------- | ----------------------- | ------------------------ | -------------------- |
| Collegio plurinominale     |                                        |                         |                          |                      |
| Friuli-Venezia Giulia - 01 | - Emanuele Loperfido - Nicole Matteoni | - Debora Serracchiani   | - Graziano Pizzimenti    | - Isabella De Monte  |

1. ↑  In data 30.09.2024 aderisce al gruppo FI-PPE.